# ゴジラ 爆闘烈伝
『ゴジラ 爆闘烈伝』（ゴジラ ばくとうれつでん）とは、1994年2月26日に発売されたPCエンジンSUPER CD-ROM²用の対戦型格闘ゲームソフトであり、映画ゴジラシリーズに登場する怪獣を描いた対戦格闘ゲームである。
日本より先にアメリカで1993年に発売されている。
なお、本作は『ゴジラ 怪獣大決戦』（1994年）にシステム、キャラクターデザイン、BGMを流用している。

## ゲーム内容

### ステージ構成
（）は登場作品 - 本作のNORMAL MODEで対戦する怪獣の順。
- 大阪城周辺（『ゴジラの逆襲』 - アンギラス）
- 富士山麓(昼)（『三大怪獣 地球最大の決戦』 - ラドン）
- 世界子供ランド（『地球攻撃命令 ゴジラ対ガイガン』 - ガイガン）
- X星（『怪獣大戦争』 - キングギドラ）
- 富士山麓(夜)（『ゴジラ対ヘドラ』 - ヘドラ）
- 本栖湖岸（『ゴジラ対メガロ』 - メガロ）
- 沖縄・万座毛（『ゴジラ対メカゴジラ』 - メカゴジラ）
- 芦ノ湖（『ゴジラvsビオランテ』 - ビオランテ（花獣））
- 網走平原（『ゴジラvsキングギドラ』 - キングギドラ）
- フィリピン海溝（『ゴジラvsモスラ』 - バトラ幼虫）
- 大阪ビジネスパーク（『ゴジラvsビオランテ』 - スーパーX2）
- 横須賀市街（『メカゴジラの逆襲』 - メカゴジラ2）
- 若狭湾沿岸（『ゴジラvsビオランテ』 - ビオランテ（植獣））
- 新宿新都心（『ゴジラvsキングギドラ』 - メカキングギドラ）
- 横浜みなとみらい21（『ゴジラvsモスラ』 - バトラ成虫）
- 幕張ベイエリア（『ゴジラvsメカゴジラ』 - スーパーメカゴジラ）

## 登場キャラクター
- ゴジラ - 対戦相手に応じてゴジラのデザインが代わる。[注 1]
- アンギラス
- ラドン
- キングギドラ（昭和版）
- ヘドラ
- ガイガン
- メガロ
- メカゴジラ（初代＆2）
- スーパーX2
- ビオランテ（花獣＆植獣）
- キングギドラ（平成版）
- メカキングギドラ
- バトラ（幼虫＆成虫）
- スーパーメカゴジラ

## 開発
本作はハドソンから東宝に持ち込まれた企画がもとになっており、ハドソンの依頼で熊本のゲーム会社・アルファシステムが開発を担った。その中でも、アルファシステムの企画部・企画課の一員で、ゴジラに明るかった久保基史と久保以上にゴジラに詳しいメインデザイナーの横沼公里が中心人物に据えられた。ある時、東宝の営業社員がアルファシステムまで見学に来ることになり、久保たちは開発室に私物のゴジラグッズを並べて出迎えた。その際、東宝が過去に記念で出した資料集も展示しており、それに気づいた前述の営業社員が東宝にも残っていないと感激され、それがきっかけで場の空気がよくなったと久保は2023年のインタビューの中で振り返っている。
久保は2023年のインタビューの中で、本作の開発が自分が手掛けた仕事の中で予算が最も多かった上、写真および音源の資料提供といったバックアップも手厚かったと話している。また、長い開発期間がとられ、後半はバランス調整に専念することができたといい、久保は2023年のインタビューの中で、余裕のある開発環境に加え、自分たちはゴジラのファンであるため、自分たちが望むゴジラのゲームを作るだけだと話しており、本物の音源を使った鳴き声が評価された際は、やはりそこがキャラクターゲームの大事なところだと思ったと振り返っている。

## スタッフ
- 制作総指揮：小林章
- 制作：角田純一、竹野雅人、谷口清悟
- 協力：石井信彦、上野三郎、河村政生、笠原洋介、岩瀬政雄、吉田雅明、（有）東洋音響
- 企画：久保基史、横沼公理、森永由美子
- メインプログラマー：坂本英己、宮崎和久
- ビジュアルプログラマー：宮崎和久、古賀薫
- 音楽監督：森永由美子
- 造型：横沼公理、尾上恭輔、宮内敏成、有吉陽平、久富公志、永田竜也、桜井たけし
- 背景美術監督：梅田健志
- 背景美術：梅田健志、桜井たけし、佐藤隆一、林瑞代
- 原画・絵コンテ：横沼公理
- 動画：大島英正
- 作画：岡田覚、山本純子、有吉陽平、宮内敏成、尾上恭輔、斉藤武
- 作曲：森永由美子、安田拓也、吉川雄次
- 効果音制作：安田拓也、吉川雄次
- 特殊効果音制作：森永由美子
- 特別参加：高木大輔、国分政昭、吉良勝弥、前田武士
- 特技監督：横沼公理
- 制作指揮：坂本英己
- マネージメント：佐々木哲哉
- 開発：Alfa System
- 制作・販売：Toho Co.Ltd.

## 評価
ゲーム誌「ファミコン通信」の「クロスレビュー」では9・6・7・7の合計29点（満40点）、「月刊PCエンジン」では65・75・75・75・80の平均74点（満100点）、「電撃PCエンジン」では85・85・90・85の平均86.25点（満100点）、「PC Engine FAN」の読者投票による「ゲーム通信簿」での評価は以下の通りとなっており、21.4点（満30点）となっている。1998年に刊行されたゲーム誌「超絶 大技林 '98年春版」（徳間書店）では、「映画によってそれぞれ違うゴジラのディテールや鳴き声、音楽も映画そのままに再現」と紹介されている。ゲームムック『ハード末期に発売された名作ゲーム集』では「対戦相手となる全16体の怪獣はマニアのツボを押さえた完璧な布陣である」と評されている。 
| 項目 | キャラクタ | 音楽 | お買得度 | 操作性 | 熱中度 | オリジナリティ | 総合 |
| 得点 | 4.2        | 3.8  | 3.3      | 3.3    | 3.7    | 3.2            | 21.4 |

ライターのなかJはニュースサイト「電ファミニコゲーマー」に寄せた記事の中で、ボーナスステージであるクイズの内容の難しさもあってマニア向けという印象が強まったと話している。